# Kajsa Telander
Kajsa Margareta Telander, ursprungligen Kajsa Sissa Margareta Zetterberg, född 24 september 1919 i Storkyrkoförsamlingen i Stockholm, död 30 november 2022 i Österåker-Östra Ryds distrikt i Österåkers kommun, var en svensk författare, journalist och förlagsredaktör.
Kajsa Telander var dotter till byggnadsingenjören Carl Zetterberg och hans andra hustru Margit Sjöberg samt syster till direktören Sven Zetterberg.
Efter akademiska studier tog hon i unga år en fil. kand. Vid nittio års ålder gav hon ut boken After eighty – på gott och ont, som handlar om livet under ålderdomen.
Kajsa Telander var 1943–1965 gift med VD:n Håkan Sundberg (1918–1995) och 1971–1996 med civilingenjören och silversmeden Einar Telander (1918–1996). I första äktenskapet fick hon en son (född 1945) och tre döttrar (födda 1948, 1950 och 1953). Makarna Telander är begravda på Lidingö kyrkogård.

## Översättningar
- Allemans örtabok, av Sampson Low.
- Anaïs Nins dagböcker, del sex och sju.[11]
- Jag vill jag kan : om integrering i skolan : en handikappads erfarenheter och råd av Norman Kunc
- Kärleksfulla händer, av Frederick Leboyer

- Läsberedd - skrivberedd? : möt barnet där det står : praktisk vägledning av Britta Holle
- Med öppna sinnen : olika vägar till ett rikare känsloliv, av Mick Csáky
- Psykologiboken av Mogens Hansen och Børge Jensen